# 多爾維爾 (伊利諾伊州)
多爾維爾（英語：Dollville）是位於美國伊利諾伊州謝爾比縣的一個非建制地區。該地的面積和人口皆未知。

## 地理
多爾維爾的座標為39°26′13″N 88°59′30″W / 39.43694°N 88.99167°W，而該地的平均海拔高度為189米（即620英尺）。